# Louis Marcoussis
Louis Marcoussis es el pseudónimo de Ludwig Casimir Ladislas Markous (Varsovia, 14 de noviembre de 1878-Cusset, cerca de Vichy, 22 de octubre de 1941), pintor y grabador polaco establecido en Francia.

## Biografía
Llegado a París en 1903, expuso por primera vez en el Salón de otoño de 1905. Se ganaba la vida dibujando caricaturas para los periódicos satíricos. Frecuentando los cafés y el Bateau-Lavoir, trabó relación con otros artistas, como Braque, Degas, Picasso, Apollinaire y el grupo de Puteaux. Este último le hará afrancesar su nombre con el del pueblo de Marcoussis, cercano a la capital.
En sus comienzos, su pintura era impresionista, pero hacia 1910 se adhirió al movimiento cubista.
Hasta 1911 tuvo como pareja a Marcelle Humbert conocida como Eva Gouel, (1885-1915), coreógrafa, que empezaría una relación con Picasso en 1912 y que moriría de tuberculosis o cáncer.
En 1913, se casó con su compatriota Alice Halicka, también pintora.
Durante los años de la Primera Guerra Mundial, movilizado, tuvo que volver a Polonia.
En 1925, expuso por primera vez en solitario. A partir de esa fecha se sucedieron los viajes y exposiciones: Gran Bretaña, Italia, Bélgica, Estados Unidos...
Durante los años 30 se dedicó especialmente al grabado.
En 1940, ante la llegada de las tropas alemanas, se refugia en Cusset en donde fallece un año después.
Aparte de sus muchas pinturas, destaca su trabajo como grabador de ilustraciones para las obras de Apollinaire (Alcools), Gérard de Nerval, Tzara y otros.

## Galería

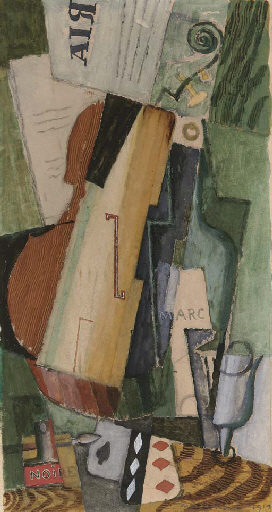
Violon, bouteilles de Marc et cartes, 1919
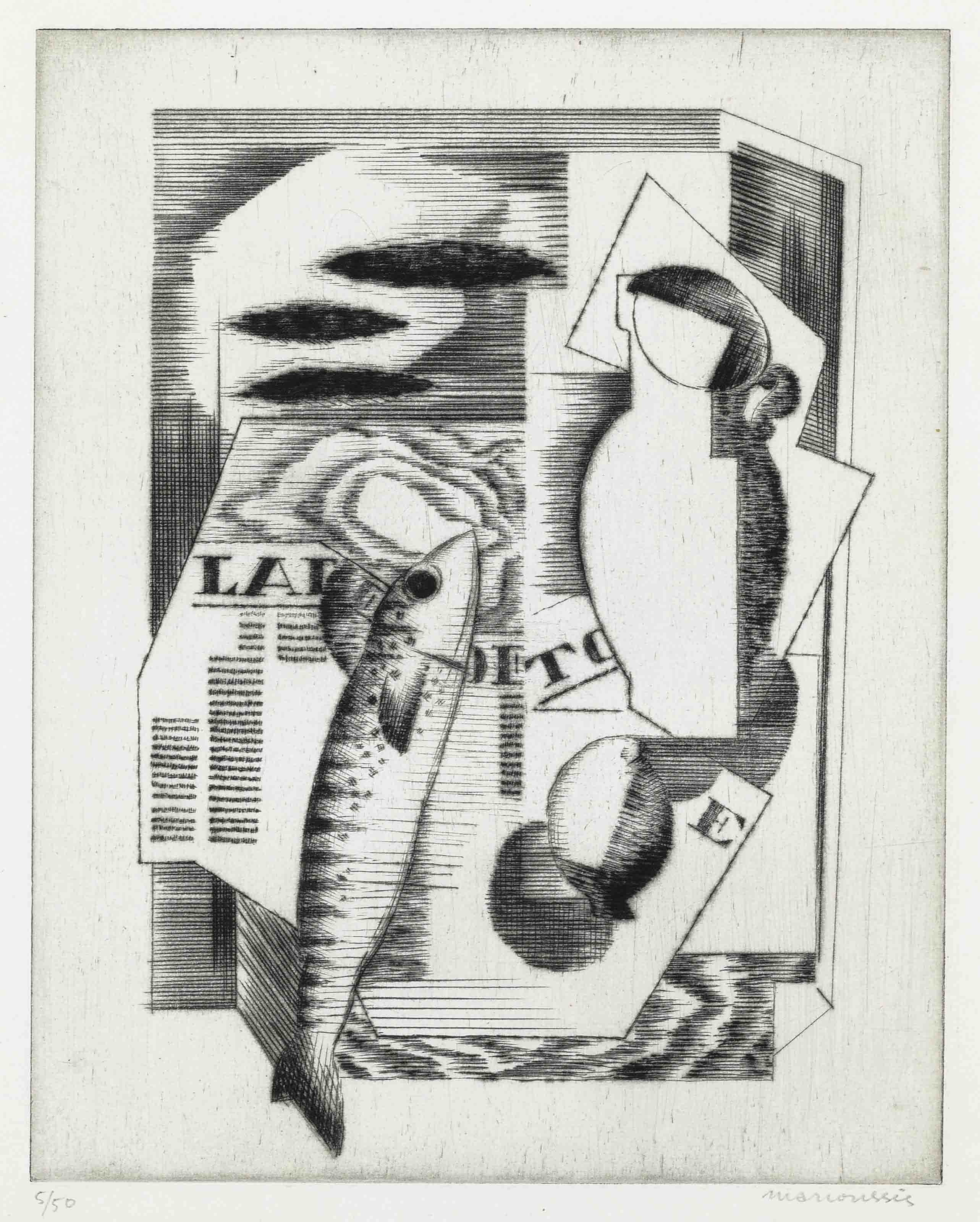
Viareggio, 1926
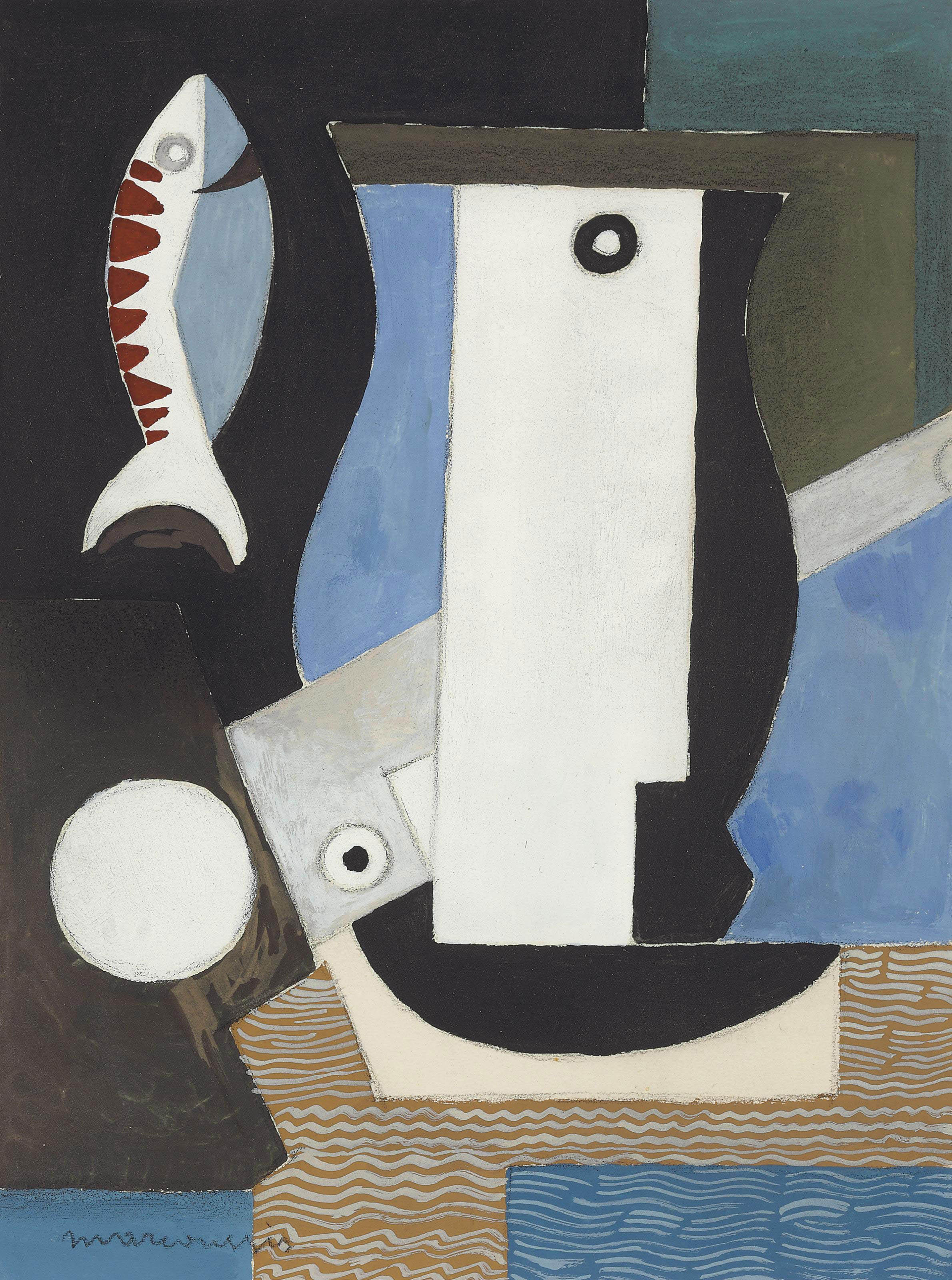
Composition cubiste au portrait, poisson et clair de lune, 1926